# Notre-Dame (Bieujac)

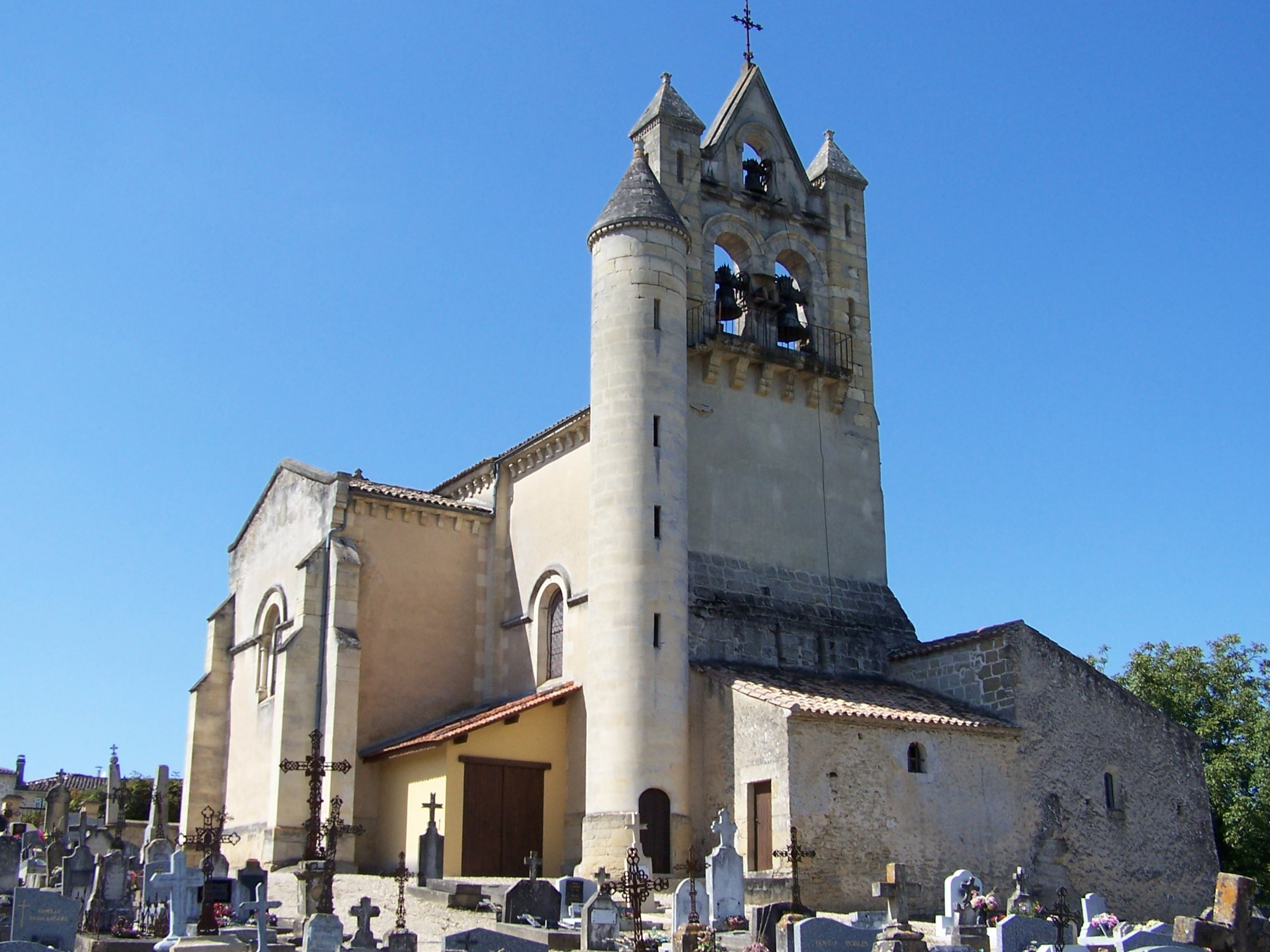
Kirche Notre-Dame in Bieujac

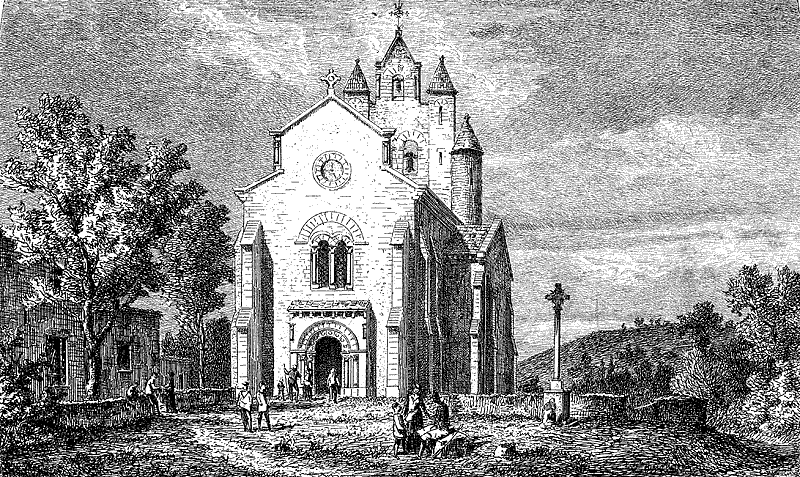
Zeichnung der Kirche von Léo Drouyn (1885)

Die katholische Kirche Notre-Dame in Bieujac, einer französischen Gemeinde im Département Gironde in der Region Nouvelle-Aquitaine, wurde 1884 errichtet. Die Kirche befindet sich inmitten des Friedhofs.
Die im Ursprung aus dem 11. Jahrhundert stammende Kirche wurde zwischen 1830 und 1884 Stil der Neuromanik umgebaut. Die Kirche besitzt im Osten über dem Chorraum einen offenen Glockengiebel, der von zwei rechteckigen Türmen flankiert wird. Der Glockenturm wird von einem Kreuz bekrönt. Eine Treppe in einem Rundturm führt zum Glockengiebel.